# Pietro Giudici
Pietro Giudici (Vergiate, Llombardia, 28 de julio de 1921 - Binago, 11 de noviembre de 2002) fue un ciclista italiano, que fue profesional entre 1946 y 1957. Las principales victorias como profesional las consiguió al Giro de Italia, en que ganó tres etapas.

## Palmarés
- 1948
  - 1º en el Giro del Lazio
- 1951
  - Vencedor de una etapa en el Giro de Italia
- 1953
  - Vencedor de una etapa en el Giro de Italia
- 1954
  - Vencedor de una etapa en el Giro de Italia
- 1955
  - 1r a Locarno (con Agostino Coletto y Gastone Nencini)

### Resultados en el Giro de Italia
- 1950. 10º de la clasificación general
- 1951. 24º de la clasificación general. Vencedor de una etapa
- 1952. 42º de la clasificación general
- 1953. 11º de la clasificación general. Vencedor de una etapa
- 1954. 28º de la clasificación general. Vencedor de una etapa
- 1955. 25º de la clasificación general
- 1956. 15º de la clasificación general
- 1957. 61.º de la clasificación general

### Resultados en el Tour de Francia
- 1955 30.º de la clasificación general
- 1956 42.º de la clasificación general